# Juan Soriano Oropesa
|  | Aquest article tracta sobre el futbolista sevillà. Si cerqueu l'artista mexicà, vegeu «Juan Soriano». |

Juan Soriano Oropesa (Benacazón, Província de Sevilla, 23 d'agost de 1997) és un futbolista professional andalús que juga com a porter pel CD Leganés.

## Carrera de club
Soriano va ingressar al planter del Sevilla FC el 2009 a 12 anys, procedent del Reial Betis. Fou convocat per l'entrenador del primer equip, Unai Emery, durant la temporada, i va ser suplent una victòria a casa per 2–0 a la Lliga Europa de la UEFA contra el Feyenoord en fase de grups.
El 13 de maig de 2016, Soriano va renovar contracte fins al 2019. Va debutar com a professional el 21 d'agost, com a titular, en un partit de Segona Divisió a casa que acabà en 3-3 contra el Girona FC.
El 5 de juliol de 2018, Soriano renovà contracte fins al 2022 i fou promocionat al primer equip a La Liga. Mercès a una lesió del titular Tomáš Vaclík, va jugar el seu primer partit en la competició el 10 de març de 2019 en una victòria per 5–2 a casa contra la Reial Societat.
El 5 de juliol de 2019, Soriano fou cedit al CD Leganés de primera divisió, per un any. El 28 de setembre de l'any següent fou cedit al Màlaga CF de segona divisió també per una temporada.

### Tenerife
Soriano va fitxar pel CD Tenerife com a agent lliure el 17 de juny de 2021, per tres anys.

## Estadístiques
A 22 febrer 2020
| Club          | Temporada     | Lliga         | Lliga | Lliga | Copa  | Copa | Europa | Europa | Altres | Altres | Total | Total |
| Club          | Temporada     | Divisió       | Part. | Gols  | Part. | Gols | Part.  | Gols   | Part.  | Gols   | Part. | Gols  |
| ------------- | ------------- | ------------- | ----- | ----- | ----- | ---- | ------ | ------ | ------ | ------ | ----- | ----- |
| Sevilla FC    | 2018–19       | La Liga       | 4     | 0     | 6     | 0    | 1      | 0      | 0      | 0      | 11    | 0     |
| Sevilla FC    | Total         | Total         | 4     | 0     | 6     | 0    | 1      | 0      | 0      | 0      | 11    | 0     |
| CD Leganés    | 2019–20       | La Liga       | 11    | 0     | 3     | 0    | 0      | 0      | 0      | 0      | 14    | 0     |
| CD Leganés    | Total         | Total         | 11    | 0     | 3     | 0    | 0      | 0      | 0      | 0      | 14    | 0     |
| Total carrera | Total carrera | Total carrera | 15    | 0     | 9     | 0    | 1      | 0      | 0      | 0      | 25    | 0     |